# Tours Phoenix
 (2014).
Les Tours Phénix (Chinois: 凤凰塔; pinyin: Fènghuángtǎ) sont un projet de gratte-ciels à Wuhan en Chine.
Prévues pour atteindre la hauteur d'un kilomètre de haut, elle devaient devenir les plus hautes tours du monde à leur achèvement et le symbole de la ville de Wuhan. Finalement l'achèvement de la Kingdom Tower vers 2016-2017 devrait les priver de ce record. Le début des travaux est prévu pour 2015 et leur livraison pour 2018.
En 2022, la construction n'avait toujours pas démarré. Depuis 2021, la construction d'immeubles de cette taille est interdite en Chine.

## Description
Les Tours Phénix ont été dessinées par le cabinet basé à Londres Chetwoods Architects en partenariat avec HuaYan Group.  
La plus haute, la tour mâle nommée Feng aura près de 100 étages de bureaux et d'appartements résidentiels. La plus petite, la tour femelle nommée Huang contiendra "le plus haut jardin du monde". Les tours seront baties sur une île au milieu d'un lac, sur une surface totale de 7 hectares (47 ha pour l'ensemble du site).